# Zazil Há
Ix Chel Ka'an fue una princesa maya del cacicazgo (kuchkabal) de Chactemal (actual Chetumal) que era gobernado por Nachán Can, su padre. Cuando Gonzalo Guerrero se ganó la simpatía de su padre al demostrar sus grandes habilidades como sirviente y estratega militar, fue entregada por su padre a este. Con Guerrero, tuvo tres hijos: una hija primogénita, llamada Ixmo y dos varones.